# I nöd och lust (1969)
I nöd och lust (engelska: The Happy Ending) är en amerikansk dramafilm från 1969 i regi av Richard Brooks. I huvudrollerna ses Jean Simmons (som blev oscarnominerad), John Forsythe, Shirley Jones, Lloyd Bridges och Teresa Wright.

## Handling
Filmen inleds 1953 med Mary Spencers (Simmons) och Fred Wilsons (Forsythe) fantastiska bröllop. Handlingen flyttar sen till nutid (1969), och det nu inte längre så fantastiska äktenskapet som präglas av alkohol och otrohet.

## Musik
Musiken i filmen komponerades av Michel Legrand, texter skrevs av paret Alan och Marilyn Bergman. Soundtracket What Are You Doing the Rest of Your Life? som sjöngs av Michael Dees blev oscarnominerad.

## Rollista i urval
- Jean Simmons - Mary Wilson
- John Forsythe - Fred Wilson
- Shirley Jones - Flo Harrigan
- Lloyd Bridges - Sam
- Teresa Wright - fru Spencer
- Bobby Darin - Franco
- Nanette Fabray - Agnes
- Tina Louise - Helen Bricker
- Kathy Fields - Marge Wilson
- Karen Steele - frånskild kvinna
- Eve Brent - Ethel
- Barry Cahill  - snygg man
- John Gallaudet - flygplanspassagerare
- Erin Moran - Marge Wilson som barn